# Krisa
Krisa – wieś w Papui-Nowej Gwinei, należąca do prowincji Sandaun. Leży około 20 kilometrów na południe od stolicy prowincji, Vanimo.
Populacja wsi wynosi około 600 ludzi. Mieszkańcy Krisa posługują się własnym językiem, który przez lokalnych mieszkańców jest nazywany I'saka. Głównym językiem urzędowym jest jednak, podobnie jak w całym kraju, język tok pisin. Część mieszkańców posługuje się także językiem angielskim.